# محمد رفيع (مغني)
محمد رفیع (بالبنجابية: ਮੁਹੰਮਦ ਰਫ਼ੀ)‏ (و. 1924 – 1980 م) هو مغني، وموسيقي، وملحن، وممثل أفلام من الهند، والراج البريطاني، توفي في مومباي، عن عمر يناهز 56 عاماً، بسبب نوبة قلبية.

## جوائز
حصل على جوائز منها:
- جوائز فيلم فير
- جائزة الفيلم الوطني لأفضل مطرب تشغيل [الإنجليزية]‏
- جائزة بادما شري في الفنون.

## وصلات خارجية
- محمد رفیع على موقع IMDb (الإنجليزية)
- محمد رفیع على موقع الموسوعة البريطانية (الإنجليزية)
- محمد رفیع على موقع ميوزك برينز (الإنجليزية)
- محمد رفیع على موقع ديسكوغز (الإنجليزية)
- محمد رفیع على موقع قاعدة بيانات الفيلم (الإنجليزية)